# Miyashiro
Miyashiro (japanska: 宮代町?, Miyashiro-machi) är en landskommun (köping) i Saitama prefektur i Japan.  
I Miyashiro ligger Tōbu zoo (Tōbu dōbutsu-kōen), en djurpark och nöjespark som ägs av järnvägsföretaget Tōbu.  